# Raión de Krasnopillia
Krasnopillia (en ucraniano: Краснопільський район) es un raión o distrito de Ucrania en el óblast de Sumy. 
Comprende una superficie de 1350 km².
La capital es la ciudad de Krasnopillia.

## Demografía
Según estimación 2010 contaba con una población total de 3004 habitantes.

## Otros datos
El código KOATUU es 5922300000. El código postal 42400 y el prefijo telefónico +380 5459.